# Ioannis Bourousis
Ioannis Bourousis (Carditsa, 17 de novembro de 1983) é um basquetebolista profissional grego, atualmente joga no CB Gran Canaria da Espanha.

## Carreira
Borousis integrou o elenco da Seleção Grega de Basquetebol nas Olimpíadas de 2008.